# Leptodermis umbellata
Leptodermis umbellata är en måreväxtart som beskrevs av Alexander Feodorowicz Batalin. Leptodermis umbellata ingår i släktet Leptodermis och familjen måreväxter. Inga underarter finns listade i Catalogue of Life.